# アカバ
アカバ（アラビア語: العقبة, al-ʿAqaba 英語表記 Aqaba）は、ヨルダン南部の港湾都市。人口は9万5408人 (2008年)。準内陸国であるヨルダンが唯一海に接する場所であり、港湾として戦略的な要地である。

## 地理
ヨルダンの南端にあり、アカバ湾に面し、紅海を経てインド洋に通じる。サウジアラビアとイスラエル、エジプトを結ぶ海上交通の要所。海洋貿易の一大拠点。また、温暖な気候で、雨も少ないためリゾート地としても有名。
2004年現在は、ヨルダンとイスラエルとの関係改善によるイスラエルからの旅行者も増加している。
西隣にイスラエル領のエイラートがある。

## 気候
一年を通して温暖。

## 歴史
古代においては、紀元前4000年頃から人間が居住しており、アジア、アフリカ、ヨーロッパをつなぐ交易の要衝であった。初期の集落は聖書によればエラト (ヘブライ語: אֵילַת ʼÊlaṯ) と呼ばれていた。これはおそらくエドマヤ語の固有名詞で、町はエドマヤ人、のちにはアラブ系のナバテヤ人の交易の中心地であった。
列王記によればイスラエル王国のソロモン王が都市エジオン・ゲベルを築き交易の拠点とした。これはおそらく現在のアカバの付近にあった鉄器時代の都市を指すと推測される。
プトレマイオス朝の時代にはベレニケ (古希: Βερενίκη) 、ローマ帝国の時代にはアエラナ (羅: Aelana) またはアイラ (Aela) と称され、重要な軍事拠点の一つであった。その後、東ローマ帝国の領土となったが、7世紀にムハンマドが出てイスラム教を建てると、ほどなくイスラーム勢力の下におかれた。以降ウマイヤ朝、アッバース朝、ファーティマ朝の統治を経て12世紀には十字軍に占領されたが、1170年、サラーフッディーンに奪取された。1250年よりマムルーク朝に支配される。のちオスマン帝国によって約400年間支配された。
第一次世界大戦中の1917年、アラブ反乱を起こしオスマン帝国に反旗をひるがえしたメッカのシャリーフ、フサイン・イブン・アリーの勢力がアカバを奪取した。この軍隊を率いたのがフサインの子ファイサル・イブン・フサインとトーマス・エドワード・ロレンス（アラビアのロレンス）であった。アカバの占領により、ヒジャーズ王国に編入され、エジプトからアラビア半島へ、またトランスヨルダンを経てパレスチナへの輸送路が確保され、イギリス軍を助けた。
1924年ヒジャーズ王国が滅亡したあと、1925年にアカバはイギリスのトランスヨルダン委任統治領に割譲された。
1965年、フセイン国王の主導によるサウジアラビアとヨルダンの領土交換によって、アカバの街は広がった。ヨルダンは内陸の砂漠の6000平方キロメートルを割譲し、対してアカバ南部の12キロメートルの海岸線を得た。
1980年代の湾岸戦争まで、アカバはヨルダンの隣国イラクにとって主要な輸入港であり、以降もイラクへの国際連合による人道支援物資の陸揚港であり、経済制裁下にあって制限された石油輸出もアカバ港を通じておこなわれたものが大部分である。

## 交通
- アカバ空港
- アカバ鉄道 - リン酸塩の貨物輸送のみ。アカバ鉄道の本社がある。

## 史跡
- Ayla
- アカバ要塞(Aqaba Fort)

## 黒バラ
世界でも貴重な黒バラの咲く土地でもある。王家の花として保護されている。

## 姉妹都市

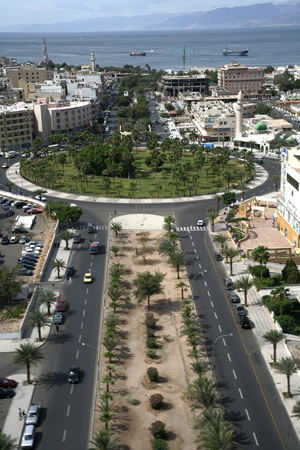

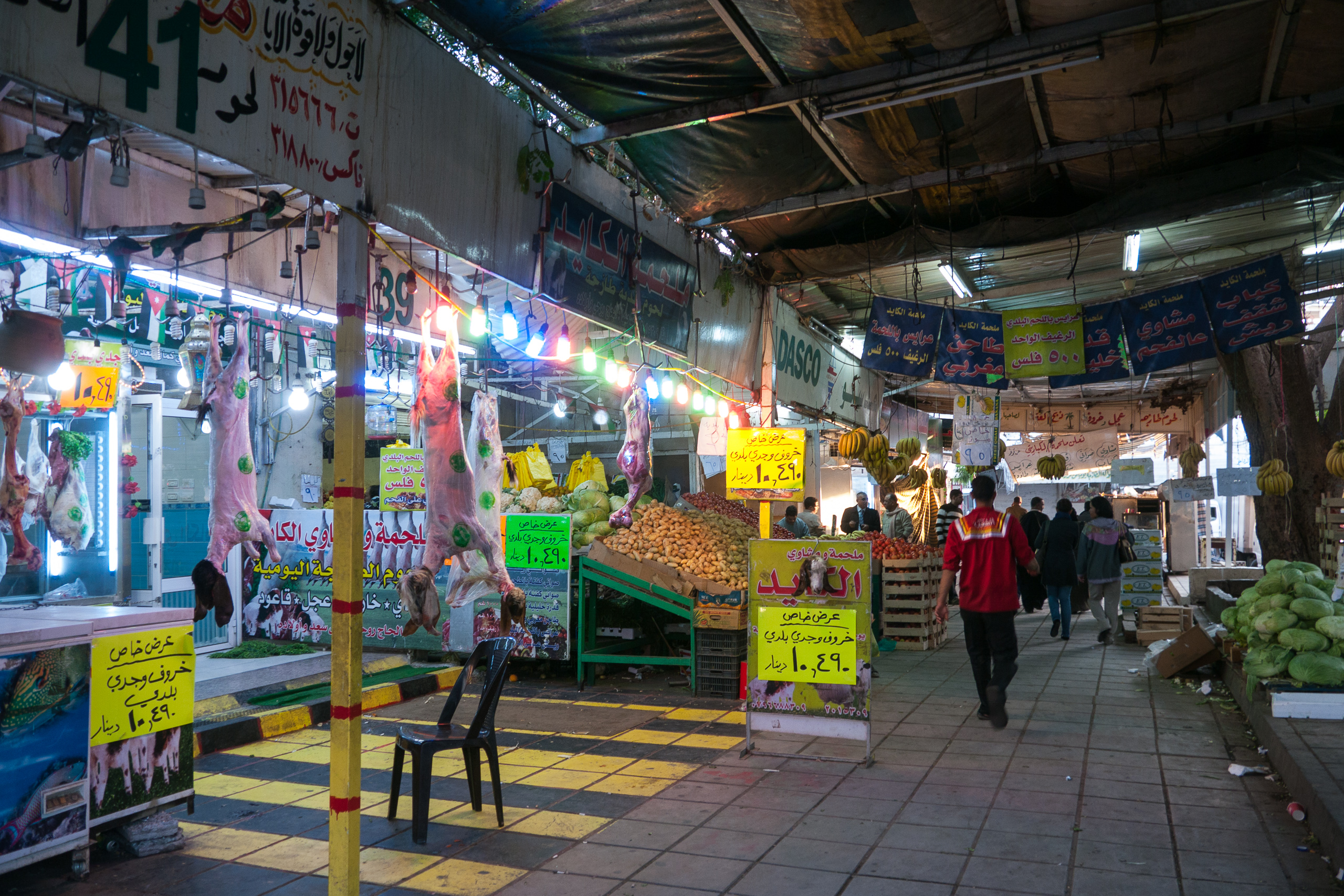

- ヴァルナ、ブルガリア